# 假藿香薊屬
假藿香薊屬（學名：Ageratina）又名紫茎泽兰属，是菊目菊科下的一屬，下有330餘個物種。假藿香薊屬下的物種主要分佈於美洲和西印度群島，其中150餘個物種是墨西哥的野生物種。